# 20357 Shireendhir
20357 Shireendhir è un asteroide della fascia principale. Scoperto nel 1998, presenta un'orbita caratterizzata da un semiasse maggiore pari a 2,7545995 UA e da un'eccentricità di 0,0224382, inclinata di 7,50767° rispetto all'eclittica.